# نانسی مکی
نانسی مکی (انگلیسی: Nancy Mackay; ۶ آوریل ۱۹۲۲ – ۲۰۱۶ (۹۳−۹۴ سال)) ورزشکار دو و میدانی اهل کانادا بود.
از فیلم‌ها یا برنامه‌های تلویزیونی که وی در آن نقش داشته‌است می‌توان به وحشت در نیدل پارک اشاره کرد.
وی در مسابقات کشوری و بین‌المللی در مجموع برندهٔ ۱ مدال برنز شده‌است.